# Фомін Анатолій Никифорович
Анатолій Никифорович Фомін (4 липня 1925, Степановка — 31 грудня 2013) — український живописець; член Спілки радянських художників України з 1970 року.

## Біографія
Народився 4 липня 1925 року в селі Степановці (нині село Курмансай Мартуцького району Актюбінської області Казахстану). У 1927 році разом із сім'єю переїхав до Запоріжжя. Під час німецько-радянської війни брав участь в опорі, був в'язнем концтабору Бухенвальд, звільнений. Проходив військову службу в Радянській армії в Німеччині.
З 1954 року навчався у студії Георгія Колосовського у Запоріжжі. 1960 року закінчив Харківський художній інститут.
Мешкав у Запоріжжі в будинку на вулиці Патріотичній, № 5, квартира № 15 та у будинку на площі Профспілок, № 2, квартира № 5. Помер 31 грудня 2013 року.

## Творчість
Працював у галузі станкового живопису, створював пейзажі. Серед робіт:
- «Карпати» (1962);
- «Карелія» (1965);
- «Над Дніпром» (1967);
- «Луки» (1968);
- «Весна на Дніпрі» (1970);
- «Вечір у селі Українці» (1970);
- «ДніпроГЕС» (1970-ті);
- «Влітку на річці» (1975);
- «Порт» (1977);
- «Літо» (1978);
- «Пташиний двір»;
- «Човники»;
- «Присмерки»;
- «Оранка»;
- «Хвиля»;
- «Чумацький шлях»;
- «Старий Дніпро»;

Брав участь у республіканських та всесоюзних виставках. Його роботи закуповувалися Художнім фондом та музеями колишнього Радянського Союзу. У 1988—1990 виставлявся на аукціонах «Arcole» у Франції. Співпрацював з галереями Едварда Кроша (1991—1997, Велика Британія, Лондон, Манчестер), «Road Gallery» (1995—1996, Велика Британія, Лондон), галереями у Німеччині (1995—1999, Мюнхен), Голландії (2008, Роттердам). Його роботи знаходяться в музеях України, приватних колекціях Великої Британії, Німеччини, Голландії, Італії, Швейцарії, США, Франції, України, Росії, Фінляндії, Польщі, Шотландії.